# Tour della nazionale maschile di rugby a 15 della Nuova Zelanda 1913
Nel 1913, la Nazionale di rugby neozelandese si reca in tour in USA e Canada

## Risultati
| Wellington 10 settembre 1913 | Nuova Zelanda XV | 19 – 18 | Wellington | (Athletic Park) |

| San Francisco 4 ottobre 1913 | Olympic Club | 0 – 19 | Nuova Zelanda XV | St Ignatius Field |

| Berkeley 8 ottobre 1913 | University of California | 0 – 31 | Nuova Zelanda XV | California Field |

| San Francisco 11 ottobre 1913 | Barbarians Club | 0 – 30 | Nuova Zelanda XV | St Ignatius Field |

| Palo Alto 15 ottobre 1913 | Stanford University | 0 – 54 | Nuova Zelanda XV | Stanford Park |

| Palo Alto 18 ottobre 1913 | Stanford University | 0 – 56 | Nuova Zelanda XV | Stanford Park |

| Santa Clara 22 ottobre 1913 | University of Santa Clara | 0 – 42 | Nuova Zelanda XV | Golden Gate Stadium |

| Berkeley 25 ottobre 1913 | University of California | 3 – 38 | Nuova Zelanda XV | California Field |

| Reno 29 ottobre 1913 | University of Nevada | 0 – 55 | Nuova Zelanda XV | University Ground |

| Berkeley 3 novembre 1913 | University of California | 0 – 33 | Nuova Zelanda XV | California Field |

| San Francisco 5 novembre 1913 | St Mary's College | 0 – 26 | Nuova Zelanda XV | St Ignatius Field |

| Los Angeles 8 novembre 1913 | University of Southern California | 0 – 40 | Nuova Zelanda XV | Boyard Field |

| Santa Clara 12 novembre 1913 | University of Santa Clara | 0 – 33 | Nuova Zelanda XV | Golden Gate Stadium |

| Berkeley 15 novembre 1913 | Stati Uniti | 3 – 51 | Nuova Zelanda | California Field |

| Victoria 19 novembre 1913 | Victoria (B.C.) | 0 – 23 | Nuova Zelanda XV | Oak Bay Ground |

| Victoria 22 novembre 1913 | Victoria (B.C.) | 0 – 35 | Nuova Zelanda XV | Oak Bay Ground |

| Vancouver 24 novembre 1913 | Vancouver | 0 – 44 | Nuova Zelanda XV | Stanley Park |